# B-Brave
B-Brave was een boyband uit Nederland bestaande uit Kaj van der Voort, Samuel Leijten, Cassius Verbond, Dioni Jurado-Gomez en Jai Wowor. B-Brave eindigde in 2013 als derde in het Nederlandse talentenjachtprogramma X-Factor.

## Geschiedenis
De vijf jongens hadden voor het vormen van B-Brave al ervaring met musicals en hebben elkaar leren kennen door de artiestenopleiding. Van der Voort, Leijten en Jurado-Gomez hebben gespeeld in de musical Ciske de Rat en Van der Voort tevens in de musical Tarzan. Verbond was een danser van Ralf Mackenbach. 
Bij hun deelname aan het vijfde seizoen van X Factor in Nederland bereikten ze 2013 de finale. In de finale werden ze derde. Op 17 juli 2013 tekenden ze een platencontract bij Sony Music Entertainment. B-Brave gaf een jaar later aan dat ze aan een Engelstalig repertoire wilde gaan werken, om zodoende de kans op een succesvolle carrière in het buitenland te vergroten.
In december 2015 was de gehele band te zien in de film Fashion Chicks, waarin ze geen boyband maar een dansgroep vertolkte.
De leden van de band maakten op 7 maart 2017 bekend dat ze in "gezamenlijk overleg" hadden besloten te stoppen, zonder nadere uitleg te geven. De afscheidsconcerten van B-Brave vonden plaats op 29 en 30 april 2017.

## Muziek
Op 6 juli 2013 verscheen hun eerste single, Up, later volgden onder andere Bij mij en Als je van mij bent. Op 10 oktober 2014 brachten ze hun debuutalbum De eerste date uit en op 3 juli 2015 de single Verleiden van hun nog nader uit te brengen ep. Op 16 oktober 2015 kwam de single Tot in de nacht uit, welke ook de titelsong is voor de Nederlandstalige speelfilm Fashion Chicks. Op 20 mei 2016 brachten ze het nummer One Night Stand uit, dat voorkomt op hun ep Los.

## Prijzen
In 2014 won B-Brave de XITE Kickstart Award voor beste nieuwkomer. Hun videoclip 'Bad' sleepte de 'Beste Video 2014' in de wacht van VEVO Nederland. Eveneens in 2014 won B-Brave de Nickelodeon Kids' Choice Award 'Favoriete Act Nederland/België'. Deze prijs wonnen zij in 2015 voor een tweede keer, waarmee zij de eerste act waren die deze prijs twee jaar op een rij won. In 2015 waren ze weer genomineerd voor XITE Awards, ditmaal in de categorieën 'Beste Pop' en 'Streetteam'. Ook waren zij weer genomineerd voor beste video van 2015 door VEVO Nederland voor hun video 'Verleiden'. 
In 2014 werd Kaj van der Voort door Hitkrant uitgeroepen tot 'Hittegolf Hunk' van het jaar. In 2015 won Samuel Leijten dezelfde Hitkrant Hittegolf Hunk Award. Kaj ontving dat jaar een prijs van Hitkrant voor 'Hottest hairdo'. In 2016 ontving Van der Voort voor de derde keer een Hittegolf Award, 'Hittegolf Hunk 2016'.
In 2016 won de groep voor de derde keer een Kids' Choice Award. 
B-Brave ontving in 2016 een gouden en platina plaat voor de single One Night Stand met Sevn Alias.

## Bandleden
| Naam               | Geboortedatum    | Geboorteplaats               |
| ------------------ | ---------------- | ---------------------------- |
| Dioni Jurado-Gomez | 30 oktober 1997  | Amsterdam (Noord-Holland)    |
| Samuel Leijten     | 17 februari 1996 | Badhoevedorp (Noord-Holland) |
| Cassius Verbond    | 11 juli 1997     | Amsterdam (Noord-Holland)    |
| Kaj van der Voort  | 5 juli 1996      | Beverwijk (Noord-Holland)    |
| Jai Wowor          | 16 november 1997 | Rotterdam (Zuid-Holland)     |

## Discografie

### Albums
| Album          | Verschijnen     | Label      | Hitlijsten | Hitlijsten | Hitlijsten | Hitlijsten | Opmerkingen                              |
| Album          | Verschijnen     | Label      | BE (VL)    | BE (VL)    | NL         | NL         | Opmerkingen                              |
| Album          | Verschijnen     | Label      | Piek       | Weken      | Piek       | Weken      | Opmerkingen                              |
| -------------- | --------------- | ---------- | ---------- | ---------- | ---------- | ---------- | ---------------------------------------- |
| De eerste date | 13 oktober 2014 | Sony Music | 92         | 1          | 2          | 38         | Studioalbum                              |
| Los            | 27 mei 2016     | Sony Music | -          | -          | 16         | 8          | Studioalbum / gouden status in Nederland |

### Singles
| Lied                                               | Verschijnen       | Album          | Hitlijsten | Hitlijsten | Hitlijsten  | Hitlijsten  | Hitlijsten   | Hitlijsten   |
| Lied                                               | Verschijnen       | Album          | BE (VL)    | BE (VL)    | NL (Top 40) | NL (Top 40) | NL (Top 100) | NL (Top 100) |
| Lied                                               | Verschijnen       | Album          | Piek       | Weken      | Piek        | Weken       | Piek         | Weken        |
| -------------------------------------------------- | ----------------- | -------------- | ---------- | ---------- | ----------- | ----------- | ------------ | ------------ |
| Blijf bij mij                                      | 10 juni 2013      | -              | -          | -          | -           | -           | 82           | 1            |
| Treasure                                           | 24 juni 2013      | -              | -          | -          | -           | -           | 96           | 1            |
| Up                                                 | 5 juli 2013       | De eerste date | -          | -          | -           | -           | 45           | 1            |
| Bij mij                                            | 24 november 2013  | De eerste date | -          | -          | tip8        | -           | 36           | 1            |
| Als je van mij bent                                | 28 februari 2014  | De eerste date | -          | -          | -           | -           | 40           | 1            |
| Vanavond is van jou                                | 22 juni 2014      | De eerste date | -          | -          | -           | -           | 27           | 1            |
| Bad                                                | 29 september 2014 | De eerste date | -          | -          | -           | -           | 56           | 1            |
| Ik laat je los                                     | 6 oktober 2014    | De eerste date | -          | -          | -           | -           | 93           | 1            |
| Verleiden                                          | 3 juli 2015       | Los            | -          | -          | -           | -           | 69           | 1            |
| One night stand (met Sevn Alias)                   | 20 mei 2016       | Los            | tip47      | -          | 11          | 10          | 4            | 22           |
| Onze jongens (gooi het op me) (met Dio en Spanker) | 18 november 2016  | -              | -          | -          | tip13       | -           | 69           | 1            |